# Прапор Баден-Вюртембергу
Прапор Баден-Вюртембергу — офіційний державний символ німецької Землі Баден-Вюртемберг.

## Опис
Прапор складається з двох рівнозначних смуг чорного та золотого кольору з гербом землі у центрі. Пропорції прапору: 3:5.

Урядовий прапор
Урядовий прапор